# شهرستان گوریفسکی (کمروو)
شهرستان گوریفسکی (به لاتین: Guryevsky District) یک شهرستان در روسیه است که در استان کمروو واقع شده است.